# Baraga County
Baraga County is een county in de Amerikaanse staat Michigan.
De county heeft een landoppervlakte van 2.341 km² en telt 8.746 inwoners (volkstelling 2000). De hoofdplaats is LÔÇÖAnse.

## Foto's

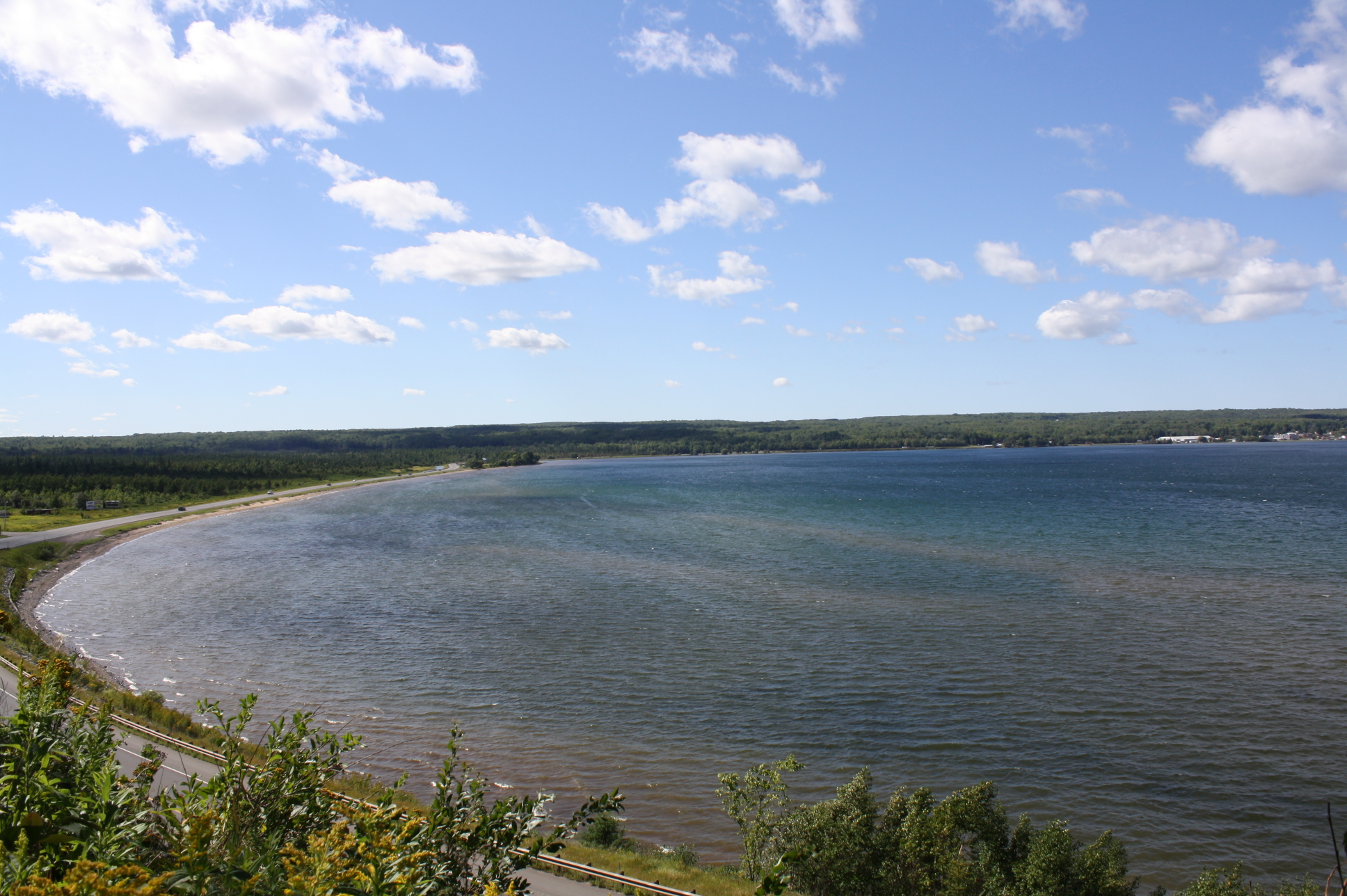
Keweenaw Bay
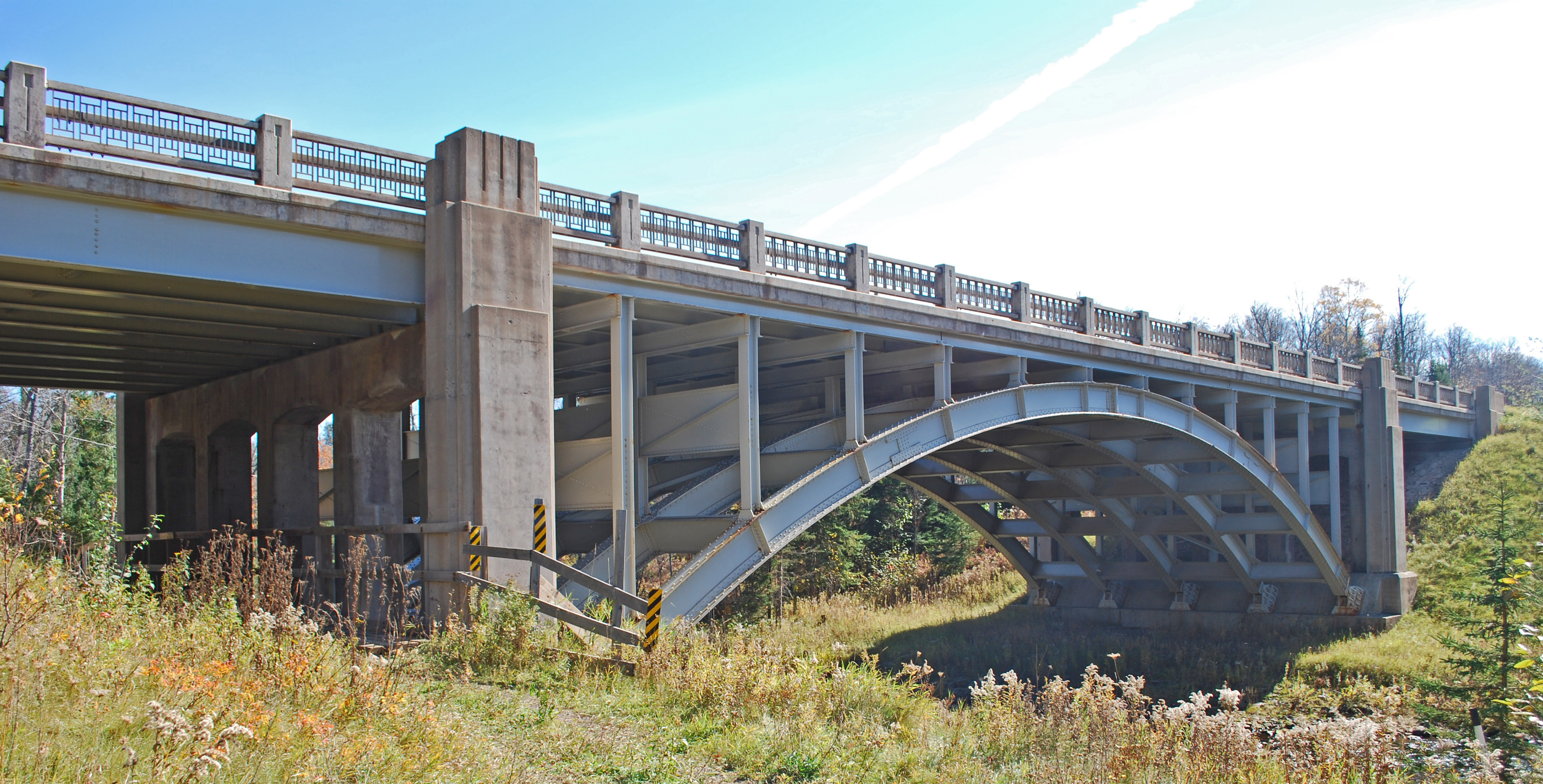
Canyon Falls Bridge
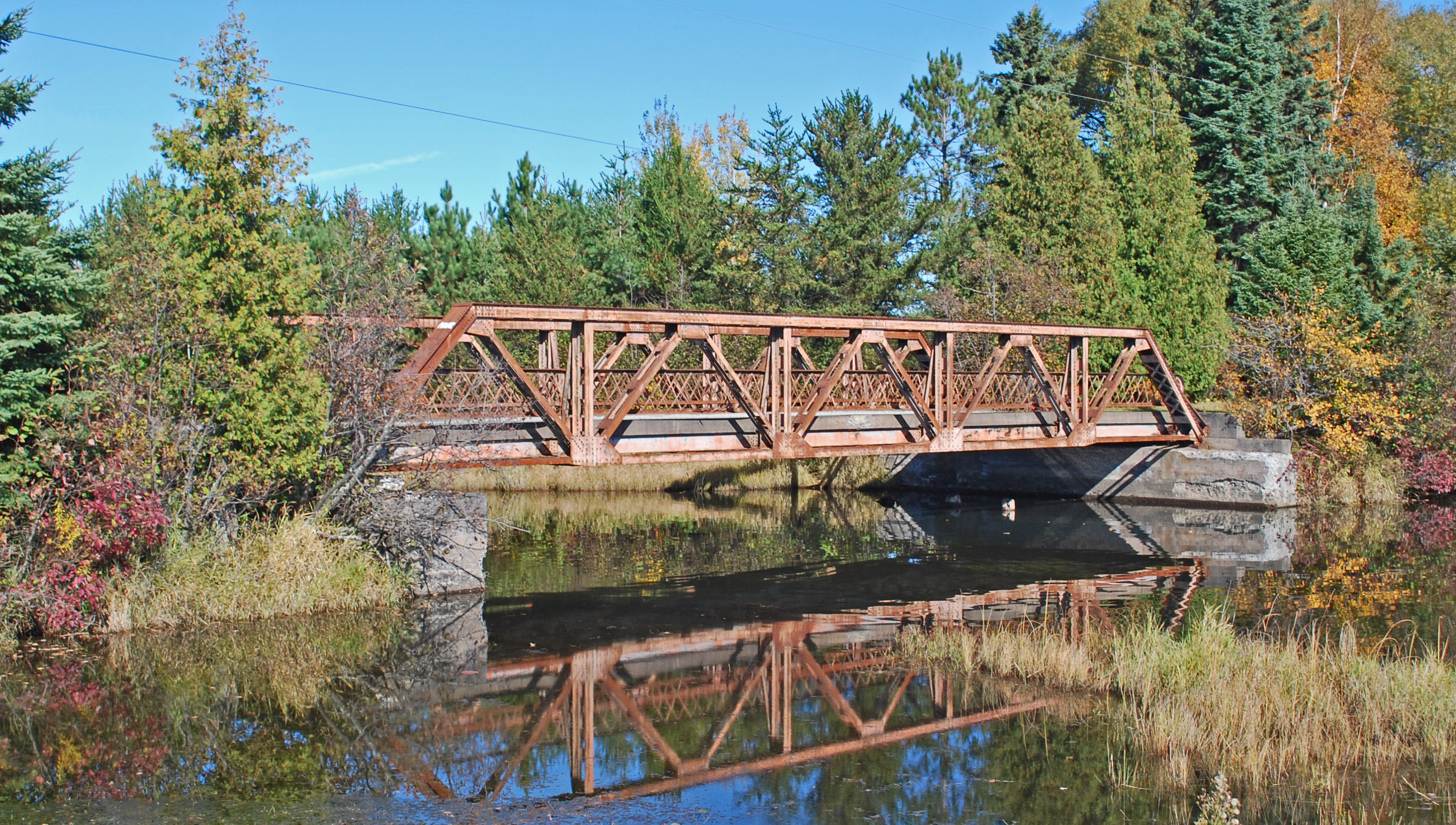
US41 over een oude brug
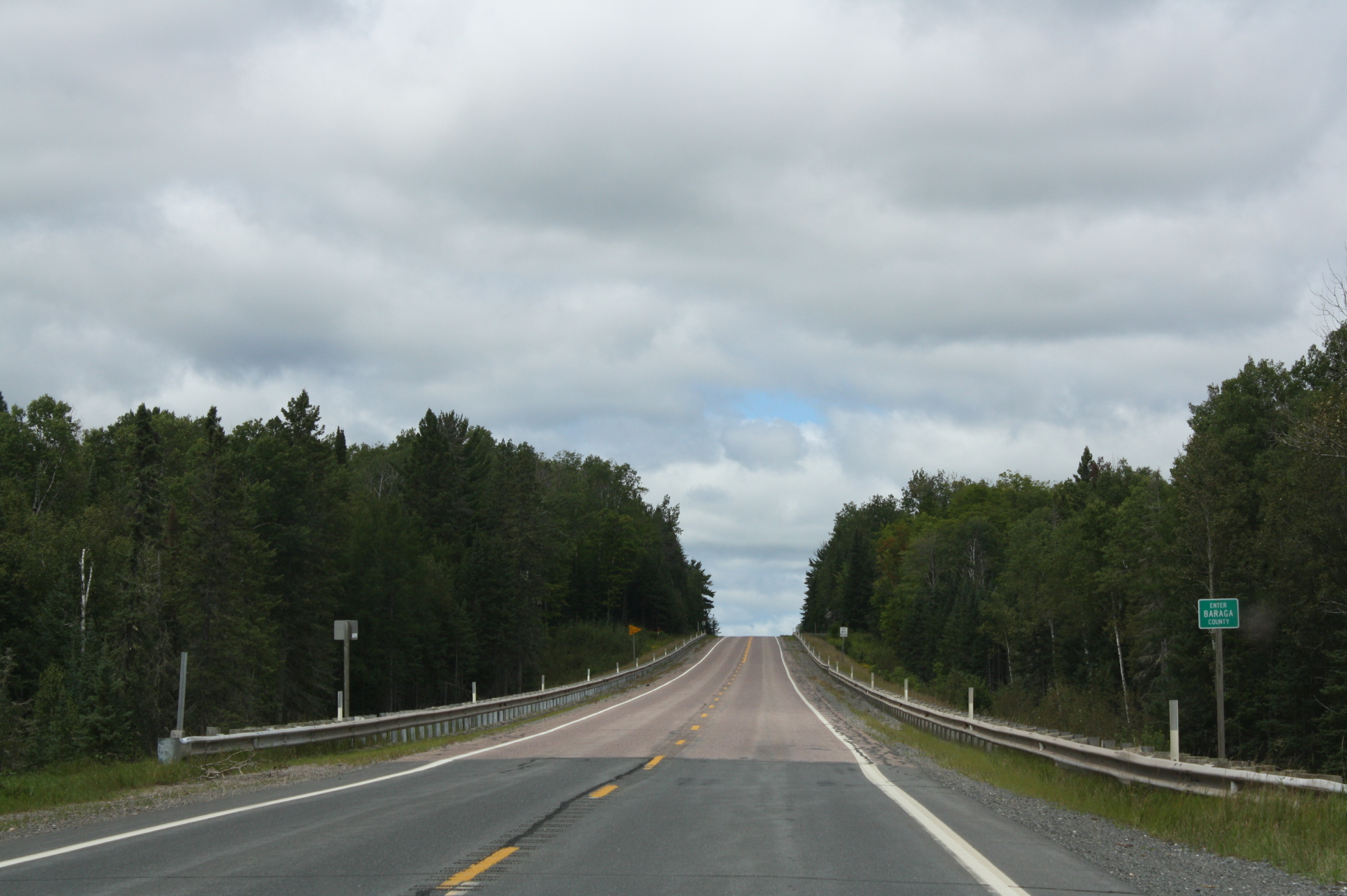
US 141